# Bad Loipersdorf
Bad Loipersdorf (do 2019 Loipersdorf bei Fürstenfeld) – uzdrowiskowa gmina w Austrii, w kraju związkowym Styria, w powiecie Hartberg-Fürstenfeld. Liczy 1882 mieszkańców (1 stycznia 2015).